# Щеврик довгоногий
Ще́врик довгоногий (Anthus pallidiventris) — вид горобцеподібних птахів родини плискових (Motacillidae). Мешкає на заході Центральної Африки.

## Підвиди
Виділяють два підвиди:
- A. p. pallidiventris Sharpe, 1885 — південний схід Того, південний Бенін, від південного Камеруну до північно-західної Анголи;
- A. p. esobe Chapin, 1937 — центр ДР Конго.

## Поширення і екологія
Довгоногі щеврики живуть на луках, пасовищах і полях, в парках і садах.